# Scamboneura quadrata
Scamboneura quadrata är en tvåvingeart som beskrevs av de Meijere 1914. Scamboneura quadrata ingår i släktet Scamboneura och familjen storharkrankar. Inga underarter finns listade i Catalogue of Life.